# أرياني
بلدية أرياني (بالإسبانية: Ariany) هي بلدية تقع في منطقة جزر البليار شرق إسبانيا.

## الديموغرافيا
بلغ عدد سكان بلدية أرياني 883 نسمة عام 2011 (وفقاً للمعهد الوطني للإحصاء الإسباني).
| 801 | 774 | 782 | 750 | 799 | 872 | 883 |